# 崑山市

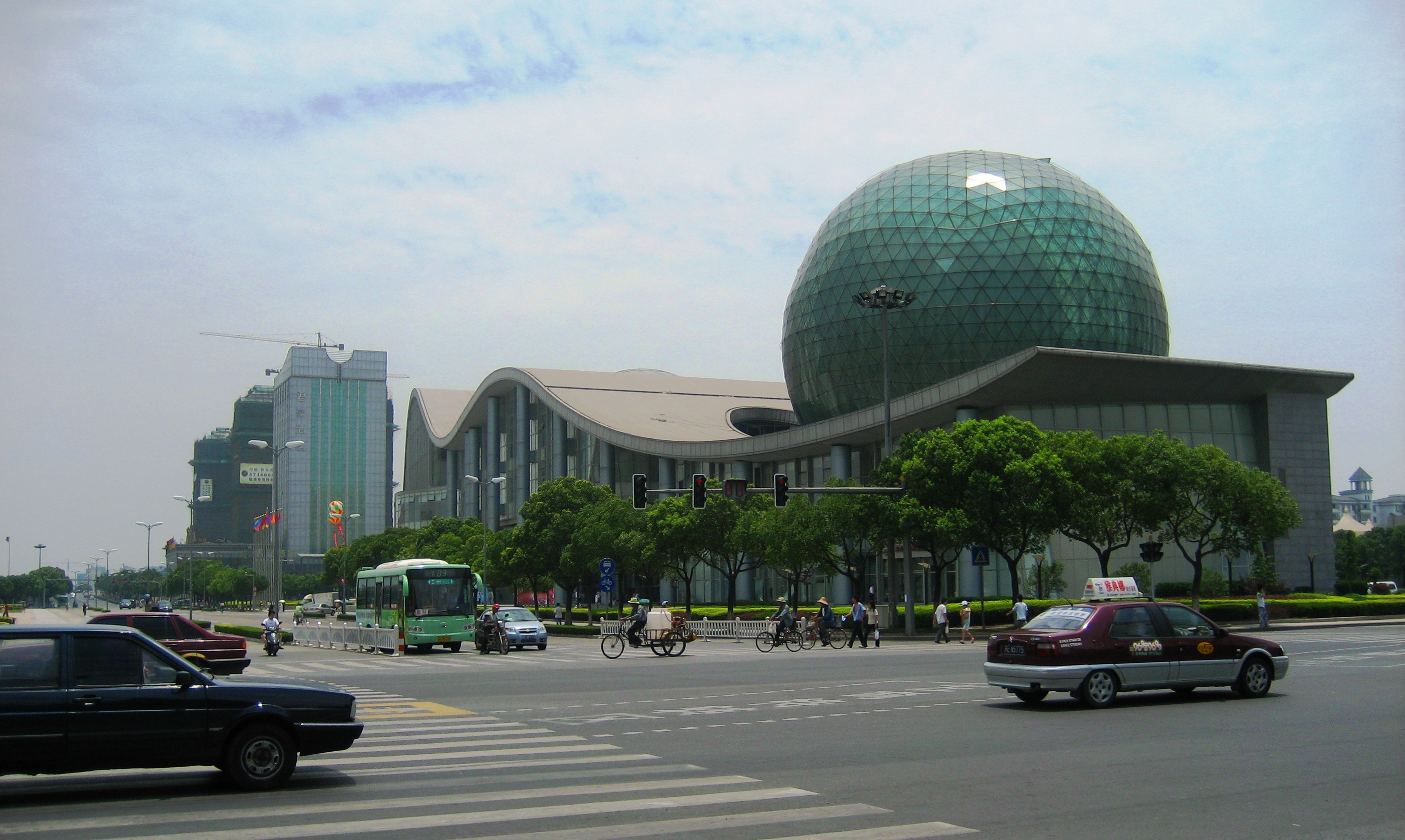
崑山市街地

崑山市（昆山市、こんざん/クンシャン-し、簡体字: 昆山市、拼音: Kūnshān）は中華人民共和国江蘇省に位置する省直轄の県級市であり、しばらくの間、蘇州市の代理管轄下に置かれている。

## 概要
大都市の上海・蘇州に近く、多数の外国企業が立地し、中国国内で経済的に最も成功した県級市である。また崑劇の発祥の地として知られる。
人口は2023年時点で214.85万人(常住人口)とされるが、公安の調査によれば実際には300万人以上である。

## 地理
崑山市は上海市の北西約50km、蘇州市の東約35kmに位置する。

## 行政区画
- 鎮：玉山鎮、巴城鎮、周市鎮、陸家鎮、花橋鎮、淀山湖鎮、張浦鎮、周荘鎮、千灯鎮、錦渓鎮

## 経済
中国で最もGDPが高い県級市として名高く、2024年の「全国百強県」で1位。
2013年7月時点で、経済開発区に約200社の日本企業、約2000社の台湾企業が入居している。2014年8月2日、経済開発区にある台湾系企業である「中栄金属製品」の工場で爆発事故が起きて、69人が死亡、約190人が負傷した。

## 教育

### 大学
- 蘇州大学 周荘キャンパス
- 崑山デューク大学（英語版）

## 交通

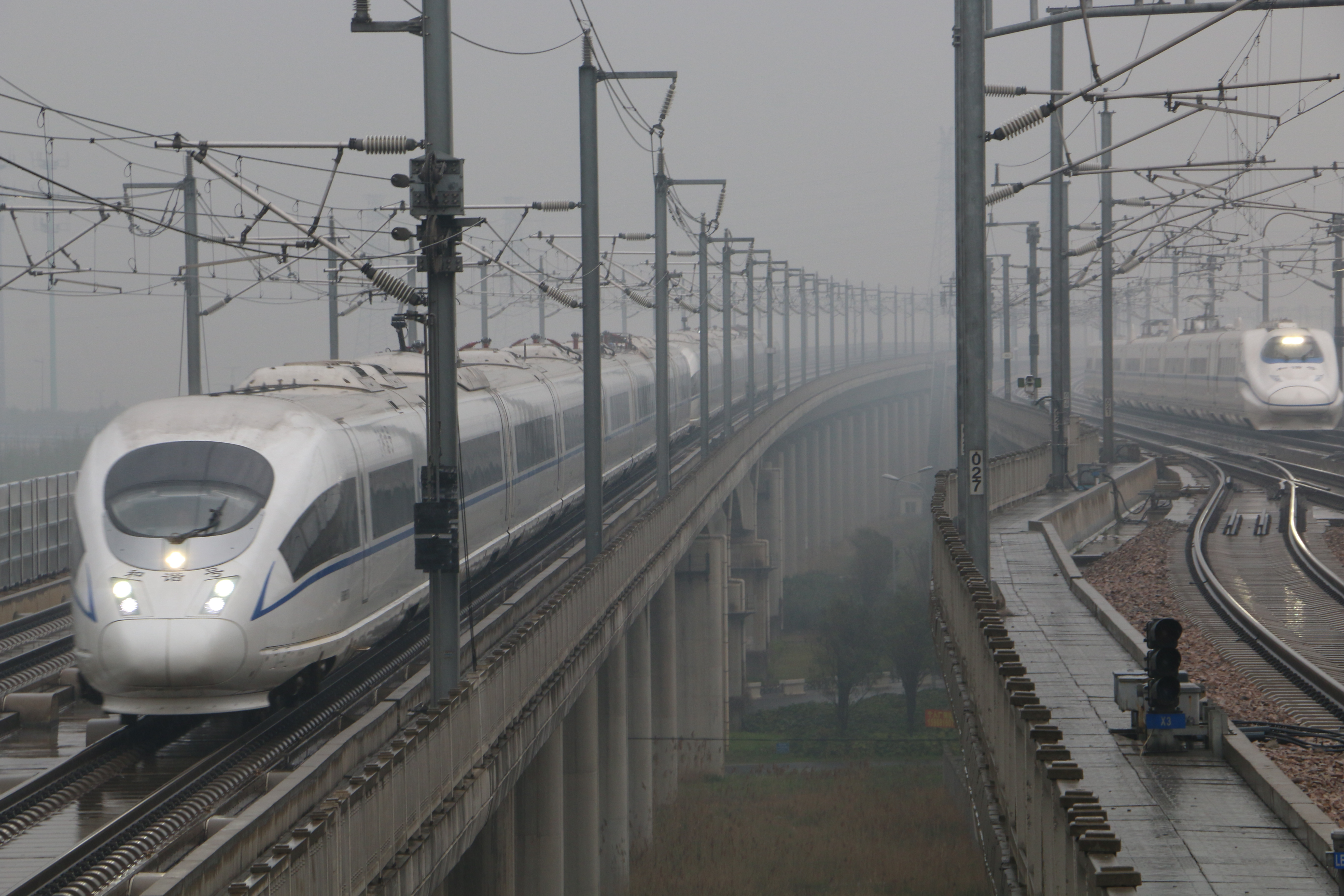
市内を並走する京滬高速鉄道（左）と滬寧都市間鉄道（右）

### 鉄道
- 中国国鉄
  - 京滬高速鉄道

（南京方面）- 崑山南駅 -（上海方面）
  - 滬寧都市間鉄道

（南京方面）- 陽澄湖駅 - 崑山南駅 - 花橋駅 -（上海方面）
  - 京滬線

（南京方面）- 崑山駅 -（上海方面）
- 上海軌道交通
  - ■ 11号線

花橋駅 - 光明路駅 - 兆豊路駅 -（上海方面）
- 蘇州地下鉄
  - ■ 11号線

### 道路
- 高速道路
  - 京滬高速道路
  - 上海環状高速道路
  - 常嘉高速道路
  - 蘇紹高速道路
  - 滬宜高速道路
  - 滬常高速道路
- 国道
  - G312国道

## 対外関係

### 姉妹都市･提携都市
| 提携都市名           | 地域名                                       |
| パーマストンノース   | ニュージーランド王国マナワツ・ワンガヌイ地方 |
| 田原市               | 日本国 中部地方 愛知県                       |
| 館林市               | 日本国 関東地方 群馬県                       |
| グルートフォンテイン | ナミビア共和国 オチョソンデュパ州            |
| サウスエルモンテ     | アメリカ合衆国 カリフォルニア州              |
| 群山市               | 大韓民国 全羅北道                            |
| 済州市               | 大韓民国 済州道                              |

## 出身関連著名人
- 顧堅（生没年未詳）：元末の戲曲家。崑曲の創始者とされる。
- 顧炎武（1613年-1682年）：明末清初の学者。
- 龔賢（1618年-1689年）：清代初期の画家。
- 徐乾学（1632年-1694年）：清代初期の学者。
- 王安（1920年-1990年）：ワング・ラボラトリーズ創業者。